# Carl Gottlob von Goldstein
Carl Gottlob von Goldstein (* 16. April 1678 in Passendorf; † 28. April 1755 ebenda) war Erb-, Lehns- und Gerichtsherr auf Passendorf und Angersdorf, königlich-polnischer und kurfürstlich-sächsischer Hofrat, auch Oberhofmeister zu Forst und zuletzt in Merseburg.

## Leben
Er war der Sohn des magdeburgischen Geheimen Rats Carl Albrecht von Goldstein auf Passendorf und schlug eine Verwaltungslaufbahn ein.
In Forst gehörte er zum Hofstaat der Herzogin Luise Elisabeth von Sachsen-Merseburg, die in Forst starb.